# Archivo Español de Arte
Archivo Español de Arte es una revista científica publicada por el Instituto Diego Velázquez del CSIC (Madrid), fundada en 1940, y dedicada a la investigación de la historia del arte español, y del arte extranjero en relación con el de España, desde la Edad Media hasta nuestros días. Va dirigida, preferentemente, a la comunidad científica y universitaria, tanto nacional como internacional, así como a todos los profesionales del arte en general. Su periodicidad es trimestral.
La revista continúa la misma línea de la antigua publicación, el Archivo Español de Arte y Arqueología (1925-37), que en 1940 se desgajó en dos revistas independientes, el Archivo Español de Arqueología y el Archivo Español de Arte.